# Goodman (Missouri)
Goodman è un comune degli Stati Uniti d'America, situato nella Contea di McDonald, nello Stato del Missouri.
Goodman aveva, secondo il censimento del 2000, uno popolazione di 1 183 abitanti.